# Dreiklingen-Katar
Der Dreiklingen-Katar (englisch katar with two side bichuwa-blades) ist ein Dolch aus Indien. Besonderheit dieses Typs sind die seitlich angebrachten Klingen die auch Bichuwa genannt werden.

## Beschreibung
Der Dreiklingen-Katar hat drei Klingen. Die Hauptklinge ist gerade, zweischneidig und wird vom Heft zum Ort schmaler. Die beiden Bichuwa genannten Seitenklingen sind in Länge und Form jeweils gleich. Sie sind an den Armschienen angebracht, zweischneidig und leicht s-förmig gebogen. Das Heft ist in der für den Katar (Dolch) üblichen Form gearbeitet und mit einer eisernen Schutzkappe versehen, die den Schutzkappen des Kapuzenkatars gleichen. Sie schützten die gesamte Führhand bis zum Handgelenk. Der Dreiklingen-Katar ist eine Version des Katar und eine Mischform zwischen dem normalen Katar sowie dem Haladie. Es gibt zahlreiche Versionen des Katar, die in Länge, Form, Gestaltung und Klingenanzahl variieren. Der Dreiklingen-Katar wurde ursprünglich von Kriegerkasten in Indien benutzt.

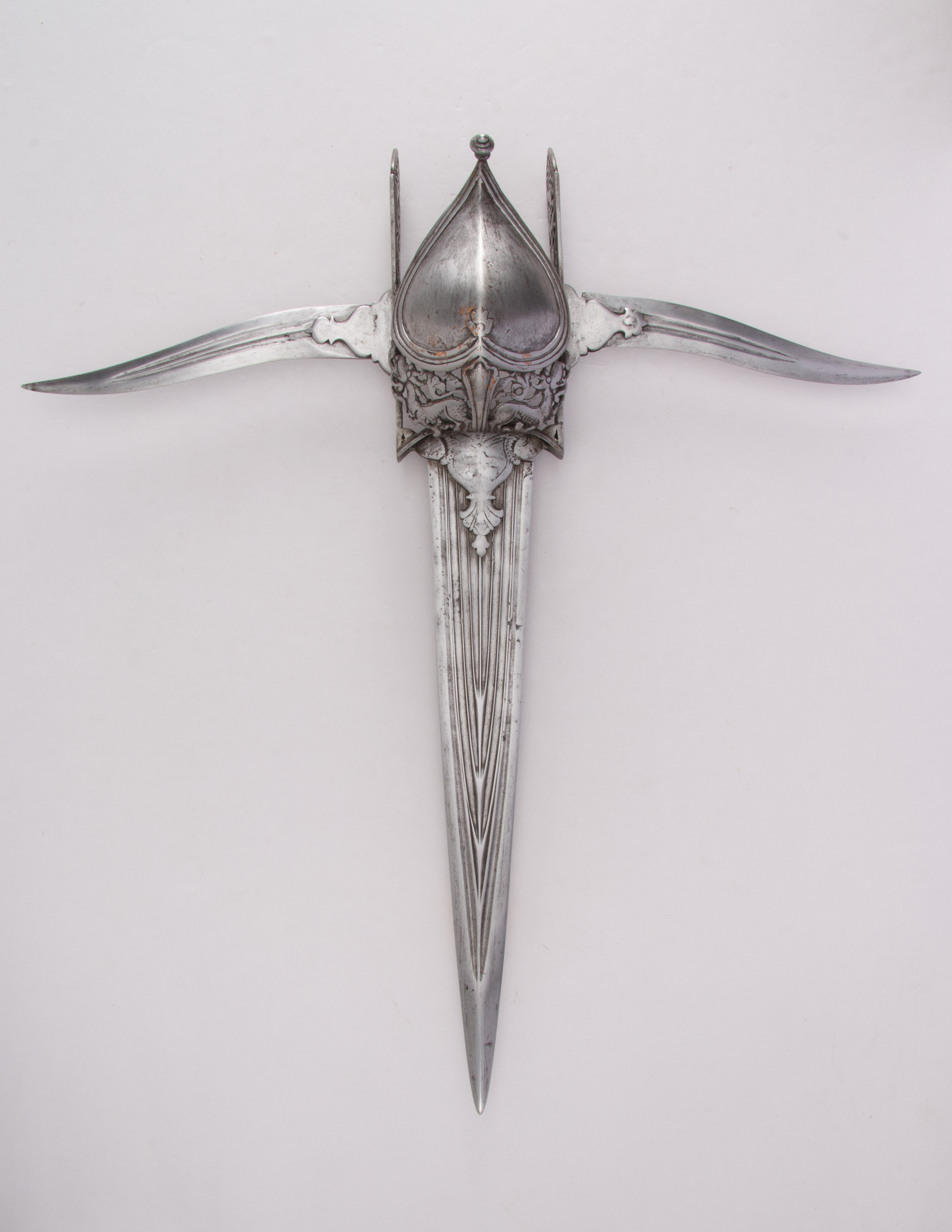
Dreiklingen-Katar Frontseite Katar Met Inventar 36.25.1028
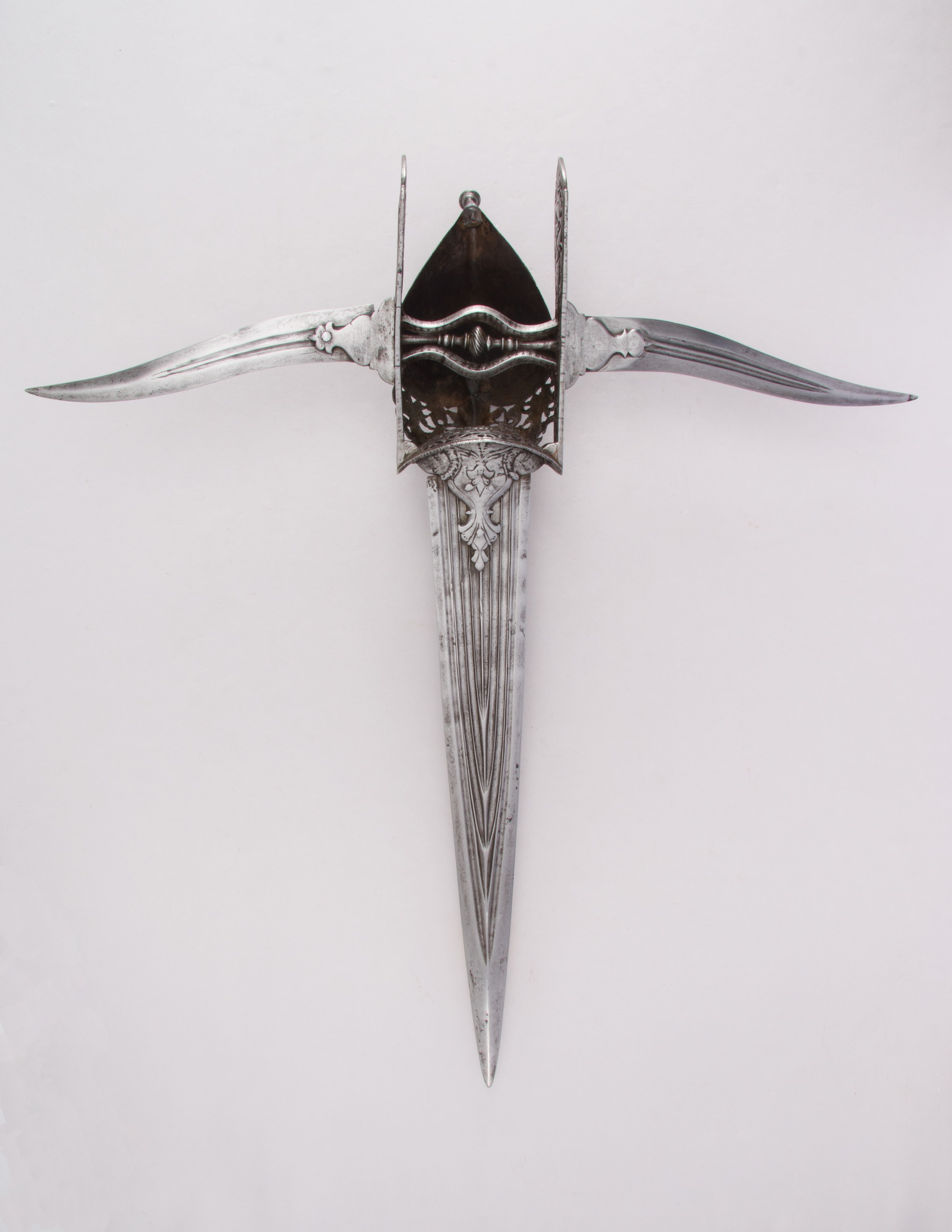
Dreiklingen-Katar Rückseite Katar Met Inventar 36.25.1028
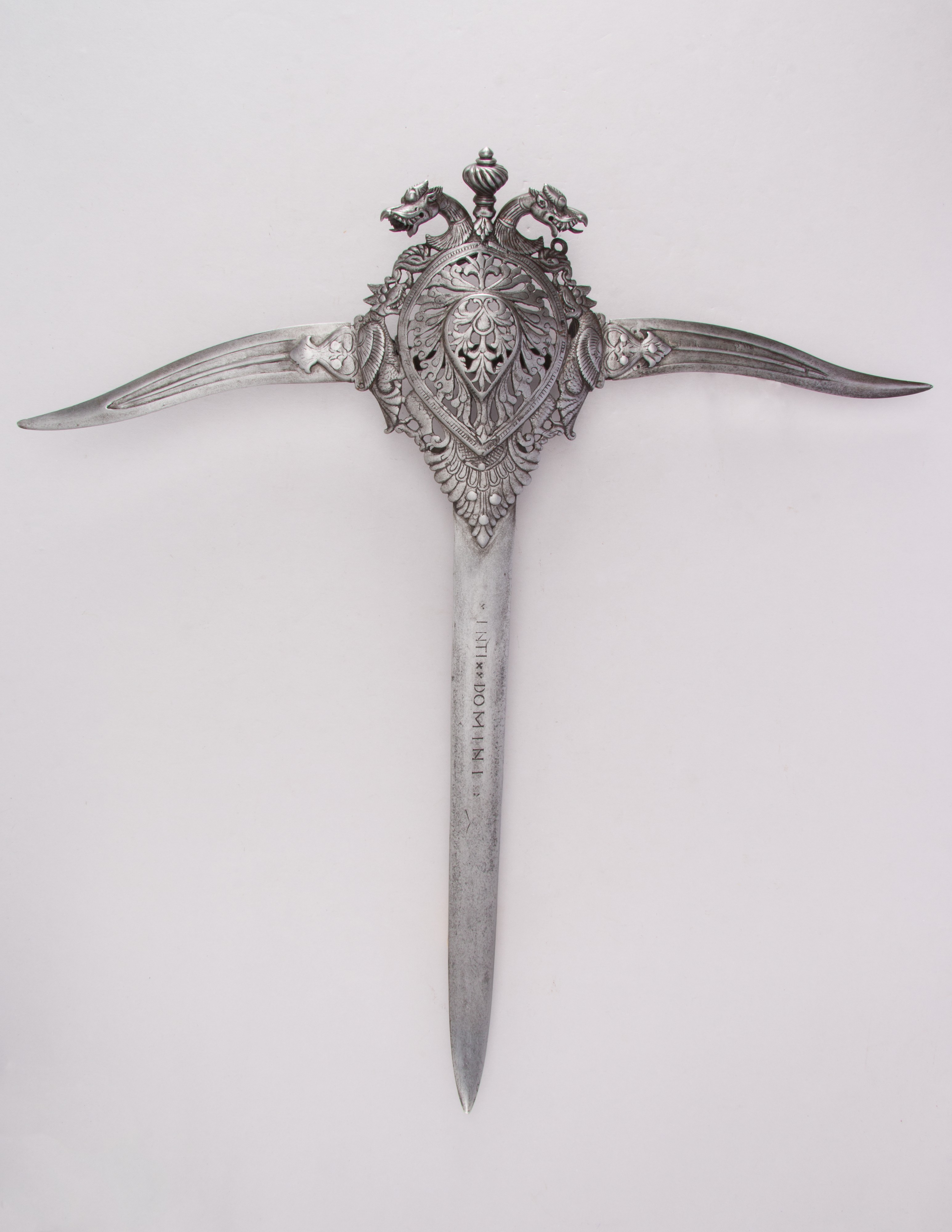
Dreiklingen-Katar Frontseite Katar Met Inventar 36.25.1027
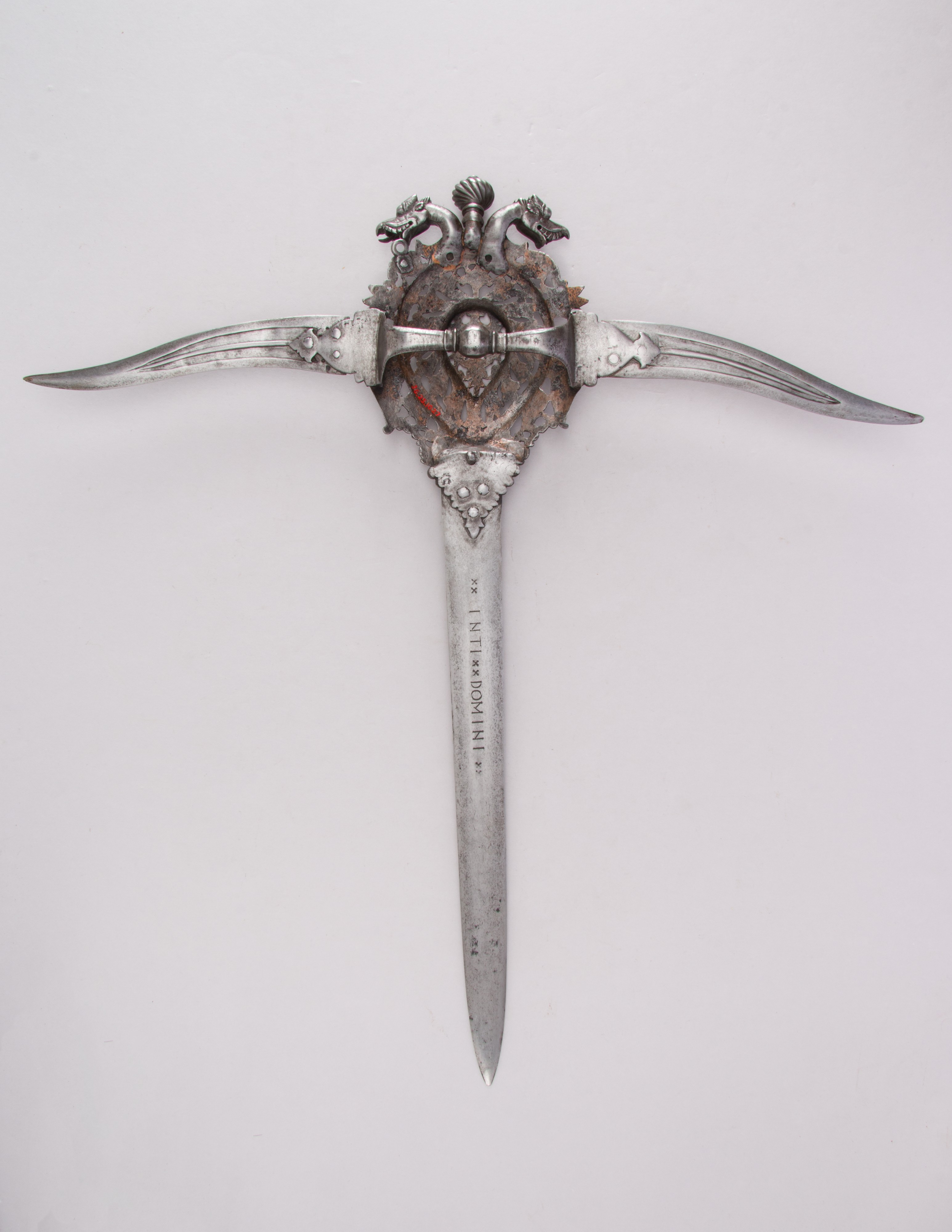
Dreiklingen-Katar Rückseite Katar Met Inventar 36.25.1027

## Varianten und Benennungen
Der Dreiklingen-Katar ist ein typischer Stellvertreter der Gruppe von Kataren mit mehreren Klingen. Neben der einfachen Grundform des Katars wurden etliche Varianten entwickelt. Tamilische Worte wie kaṭṭāri (கட்டாரி) oder kuttuvāḷ (குத்துவாள்) bedeuten in etwa Stoßklinge und werden als Ursprung des Namens Kattar angenommen. Die Benennungen gehen teilweise auf sanskritbasierte Namen zurück, die bei der Erfassung von Museumsbeständen in jeweilige Landessprachen übersetzt wurden. Im englischsprachigen Raum sind beschreibende Benennungen üblich, auf deren Basis in andere Landessprachen übersetzt wurde. Eine Übersicht bekannter Varianten findet sich in der Liste von Typen des Katar.